# Athletissima 2008
Navigation
Édition précédente Édition suivante
Le meeting de Lausanne 2008 est une compétition sportive qui eut lieu moins d'un mois après les épreuves d'athlétisme Jeux olympiques d'été de 2008. C'est l'édition 2008 de l'Athletissima.

## Athlètes présents
Quelques chiffres
- 19 champions olympiques
- 17 champions du monde
- 35 médaillés olympiques
- plus de 60 finalistes olympiques.

| Hommes - Asafa Powell (100 m) - Richard Thompson (100 m) - Usain Bolt (200 m) - LaShawn Merritt (400 m) - Wilfred Bungei (800 m) - Dayron Robles (110 haies) - Angelo Taylor (400 haies) - Andrey Silnov (hauteur). | Femmes - Shelly-Ann Fraser (100 m) - Nancy Lagat (1 500 m) - Dawn Harper (100 m haies) - Melaine Walker (400 m) - Barbora Špotáková (javelot) - Sanya Richards (400 m) - LoLo Jones (100 m haies) |

## Faits marquants
Lors du 100 m, Asafa Powell réalise le deuxième chrono de tous les temps en 9 s 72 à trois centièmes du record du monde d'Usain Bolt en 9 s 69.

## Résultats
Légende
- RM : Record du monde
- RMe : Record du meeting
- RS : Record de la saison
- RP : Record personnel

### 100 m
| Rang | Athlète          | Temps             |
| ---- | ---------------- | ----------------- |
| 1    | Asafa Powell     | 9 s 72 (RMe & RP) |
| 2    | Walter Dix       | 9 s 92            |
| 3    | Nesta Carter     | 9 s 98 (=RP)      |
| 4    | Michael Frater   | 10 s 04           |
| 5    | Marc Burns       | 10 s 06           |
| 6    | Kim Collins      | 10 s 19           |
| 7    | Richard Thompson | 10 s 21           |
| 8    | Darvis Patton    | 10 s 23           |

| Rang | Athlète           | Temps   |
| ---- | ----------------- | ------- |
| 1    | Shelly-Ann Fraser | 11 s 02 |
| 2    | Kerron Stewart    | 11 s 06 |
| 3    | Marshevet Hooker  | 11 s 09 |
| 4    | Lauryn Williams   | 11 s 11 |
| 5    | Chandra Sturrup   | 11 s 14 |
| 6    | Torri Edwards     | 11 s 16 |
| 7    | Debbie Ferguson   | 11 s 23 |
| 8    | Sherone Simpson   | 11 s 31 |

### 200 m
| Rang | Athlète           | Temps          |
| ---- | ----------------- | -------------- |
| 1    | Usain Bolt        | 19 s 63 (=RMe) |
| 2    | Churandy Martina  | 20 s 24        |
| 3    | Wallace Spearmon  | 20 s 54        |
| 4    | Brian Dzingai     | 20 s 62        |
| 5    | Paul Hession      | 20 s 65        |
| 6    | Marco Cribari     | 21 s 03        |
| 7    | Marc Schneeberger | 21 s 25        |
| 8    | Shawn Crawford    | 21 s 55        |

### 400 m
| Rang | Athlète              | Temps        |
| ---- | -------------------- | ------------ |
| 1    | LaShawn Merritt      | 43 s 98      |
| 2    | Angelo Taylor        | 44 s 38 (RS) |
| 3    | Gary Kikaya          | 45 s 01      |
| 4    | David Neville        | 45 s 54      |
| 5    | Sanjay Ayre          | 45 s 65      |
| 6    | Ato Stephens (en)    | 45 s 74      |
| 7    | Claudio Licciardello | 45 s 80      |
| 8    | Jamaal Torrance      | 46 s 89      |

| Rang | Athlète                  | Temps   |
| ---- | ------------------------ | ------- |
| 1    | Shericka Williams        | 50 s 47 |
| 2    | Tatyana Firova           | 50 s 71 |
| 3    | Yuliya Gushchina         | 50 s 85 |
| 4    | Anastasiya Kapachinskaya | 51 s 20 |
| 5    | Amantle Montsho          | 51 s 70 |
| 6    | Rosemarie Whyte          | 52 s 02 |
| 7    | Miriam Barnes (de)       | 52 s 61 |
| 8    | Martina Naef (de)        | 54 s 14 |

### 800 m
| Rang | Athlète               | Temps              |
| ---- | --------------------- | ------------------ |
| 1    | Asbel Kiprob          | 1 min 44 s 71 (RP) |
| 2    | Alfred Kirwa Yego     | 1 min 44 s 77      |
| 3    | Abraham Chepkirwok    | 1 min 45 s 000     |
| 4    | Wilfred Bungei        | 1 min 45 s 31      |
| 5    | Nadjim Manseur        | 1 min 45 s 48      |
| 6    | Marcin Lewandowski    | 1 min 45 s 84      |
| 7    | Alex Sang             | 1 min 47 s 06      |
| 8    | Richard Kiplagat (en) | 1 min 47 s 09      |
| 9    | Sammy Tangui          | Abandon            |

| Rang | Athlète | Temps |
| ---- | ------- | ----- |
| 1    |         |       |
| 2    |         |       |
| 3    |         |       |
| 4    |         |       |
| 5    |         |       |
| 6    |         |       |
| 7    |         |       |
| 8    |         |       |

### 1 500 m
| Rang | Athlète | Temps |
| ---- | ------- | ----- |
| 1    |         |       |
| 2    |         |       |
| 3    |         |       |
| 4    |         |       |
| 5    |         |       |
| 6    |         |       |
| 7    |         |       |
| 8    |         |       |

| Rang | Athlète | Temps |
| ---- | ------- | ----- |
| 1    |         |       |
| 2    |         |       |
| 3    |         |       |
| 4    |         |       |
| 5    |         |       |
| 6    |         |       |
| 7    |         |       |
| 8    |         |       |

### 3 000 m
| Rang | Athlète | Temps |
| ---- | ------- | ----- |
| 1    |         |       |
| 2    |         |       |
| 3    |         |       |
| 4    |         |       |
| 5    |         |       |
| 6    |         |       |
| 7    |         |       |
| 8    |         |       |

### 110 m haies/100 m haies
| Rang | Athlète       | Temps   |
| ---- | ------------- | ------- |
| 1    | David Oliver  | 13 s 03 |
| 2    | Dayron Robles | 13 s 17 |
| 3    |               |         |
| 4    |               |         |
| 5    |               |         |
| 6    |               |         |
| 7    |               |         |
| 8    |               |         |

| Rang | Athlète | Temps |
| ---- | ------- | ----- |
| 1    |         |       |
| 2    |         |       |
| 3    |         |       |
| 4    |         |       |
| 5    |         |       |
| 6    |         |       |
| 7    |         |       |
| 8    |         |       |

### 400 m haies
| Rang | Athlète | Temps |
| ---- | ------- | ----- |
| 1    |         |       |
| 2    |         |       |
| 3    |         |       |
| 4    |         |       |
| 5    |         |       |
| 6    |         |       |
| 7    |         |       |
| 8    |         |       |

### Saut en longueur
| Rang | Athlète | Temps |
| ---- | ------- | ----- |
| 1    |         |       |
| 2    |         |       |
| 3    |         |       |
| 4    |         |       |
| 5    |         |       |
| 6    |         |       |
| 7    |         |       |
| 8    |         |       |

### Saut à la perche
| Rang | Athlète | Temps |
| ---- | ------- | ----- |
| 1    |         |       |
| 2    |         |       |
| 3    |         |       |
| 4    |         |       |
| 5    |         |       |
| 6    |         |       |
| 7    |         |       |
| 8    |         |       |

### Triple saut
| Rang | Athlète | Temps |
| ---- | ------- | ----- |
| 1    |         |       |
| 2    |         |       |
| 3    |         |       |
| 4    |         |       |
| 5    |         |       |
| 6    |         |       |
| 7    |         |       |
| 8    |         |       |

### Lancer du javelot
| Rang | Athlète | Temps |
| ---- | ------- | ----- |
| 1    |         |       |
| 2    |         |       |
| 3    |         |       |
| 4    |         |       |
| 5    |         |       |
| 6    |         |       |
| 7    |         |       |
| 8    |         |       |

## Autres
Après les compétitions, un feu d’artifice en musique eut lieu dans le stade

## Sources
- Site officiel